# Голубов Олексій Іванович
Олексій Іванович Голубов (нар. 13 липня 1961, м. Київ, Україна) — український дипломат. Генеральний консул України в Нью-Йорку (США) (з 2018). Надзвичайний і Повноважний Посланник другого класу.

## Життєпис
Народився 13 липня 1961 року в Києві. У 1984 році закінчив Київський політехнічний інститут. У 2004 році Дипломатичну академію України при МЗС України. Володіє іноземними мовами англійською та російською.
У 1995—1999 рр. — другий, перший секретар Управління міжнародних організацій МЗС України.
У 1999—2002 рр. — другий, перший секретар Постійного представництва України при ООН.
У 2002—2003 рр. — радник Управління ООН та інших міжнародних організацій МЗС України.
У 2003—2004 рр. — слухач Дипломатичної академії України при МЗС України.
У 2004—2005 рр. — начальник відділу Управління ООН та інших міжнародних організацій МЗС України.
У 2005—2009 рр. — перший секретар Посольства України в Королівстві Норвегія.
У 2010—2011 рр. — начальник відділу Департаменту секретаріату Міністра закордонних справ України.
У 2011—2015 рр. — радник Постійного представництва України при Відділенні ООН та інших міжнародних організаціях у Женеві.
У 2015—2018 рр. — заступник Керівника Служби Президента України, заступник Керівника Головного департаменту стратегічного планування та оперативного забезпечення Адміністрації Президента України.
з 26 січня 2018 — Генеральний консул України в Нью-Йорку, США.
Надзвичайний і Повноважний Посланник першого класу (2020).